# Велики Црљени
Велики Црљени су насеље у градској општини Лазаревац у граду Београду. Према попису из 2022. било је 3.888 становника.

## Историја
Насеље лежи северно од Лазаревца. По предању, на месту где је извор „Чесма“, постојала је стара црква, коју су Мађари порушили. У близини се налази „маџарско гробље“ .
За време аустријске владавине (1818—1739. г.) ово се село помиње под именом Zerlins. У првим деценијама 19. века, Црљени су унети у араче спискове и имали су 1818. г. 24, а 1822. г. 25 кућа. Године 1818. село је припадало Кнежини Гошнића, а 1822. године Кнежини Станевића. По попису из 1921. године село је имало 219 кућа са 1077 становника.
У стариначке „староседелачке“ породице убрајају се: Пакићи и Аћимовићи који не знају порекло, затим Живановићи, Ђурђевићи, Гајићи, Нешковићи, Шарћићи, Кокоровићи и Илићи, чији су преци дошли из Сјенице (подаци крајем 1921. године).
Овде се налази ОШ „Свети Сава” Велики Црљени.

## Демографија
У насељу Велики Црљени живи 3577 пунолетних становника, а просечна старост становништва износи 38,0 година (37,1 код мушкараца и 39,0 код жена). У насељу има 1528 домаћинстава, а просечан број чланова по домаћинству је 3,00.
Ово насеље је великим делом насељено Србима (према попису из 2002. године).
|             | \| Демографија[3] \| Демографија[3] \| Демографија[3] \| \| Година \| Становника \| Становника \| \| -------------- \| -------------- \| -------------- \| \| 1948. \| 2.296 \| \| \| 1953. \| 2.687 \| \| \| 1961. \| 4.227 \| \| \| 1971. \| 3.861 \| \| \| 1981. \| 4.252 \| \| \| 1991. \| 4.668 \| 4.506 \| \| 2002. \| 4.580 \| 4.865 \| \| 2011. \| 4.318 \| \| |            |
| Демографија | |            |
| Година      | Становника | Становника |
| 1948.       | 2.296 |            |
| 1953.       | 2.687 |            |
| 1961.       | 4.227 |            |
| 1971.       | 3.861 |            |
| 1981.       | 4.252 |            |
| 1991.       | 4.668 | 4.506      |
| 2002.       | 4.580 | 4.865      |
| 2011.       | 4.318 |            |

| Етнички састав према попису из 2002.‍ | Етнички састав према попису из 2002.‍ | Етнички састав према попису из 2002.‍ | Етнички састав према попису из 2002.‍ | Етнички састав према попису из 2002.‍ |
| ------------------------------------ | ------------------------------------ | ------------------------------------ | ------------------------------------ | ------------------------------------ |
|                                      |                                      |                                      |                                      |                                      |
| Срби                                 | Срби                                 |                                      | 4.347                                | 94,91%                               |
| Роми                                 | Роми                                 |                                      | 61                                   | 1,33%                                |
| Румуни                               | Румуни                               |                                      | 26                                   | 0,56%                                |
| Југословени                          | Југословени                          |                                      | 22                                   | 0,48%                                |
| Хрвати                               | Хрвати                               |                                      | 21                                   | 0,45%                                |
| Црногорци                            | Црногорци                            |                                      | 13                                   | 0,28%                                |
| Горанци                              | Горанци                              |                                      | 8                                    | 0,17%                                |
| Македонци                            | Македонци                            |                                      | 5                                    | 0,10%                                |
| Мађари                               | Мађари                               |                                      | 4                                    | 0,08%                                |
| Немци                                | Немци                                |                                      | 2                                    | 0,04%                                |
| Бугари                               | Бугари                               |                                      | 2                                    | 0,04%                                |
| Украјинци                            | Украјинци                            |                                      | 1                                    | 0,02%                                |
| Словенци                             | Словенци                             |                                      | 1                                    | 0,02%                                |
| Руси                                 | Руси                                 |                                      | 1                                    | 0,02%                                |
| Албанци                              | Албанци                              |                                      | 1                                    | 0,02%                                |
| непознато                            | непознато                            |                                      | 22                                   | 0,48%                                |

| Година пописа     | 1948. | 1953. | 1961. | 1971. | 1981. | 1991. | 2002. |
| ----------------- | ----- | ----- | ----- | ----- | ----- | ----- | ----- |
| Број домаћинстава | 532   | 753   | 1.255 | 1.072 | 1.289 | 1.485 | 1.528 |

| Број чланова      | 1   | 2   | 3   | 4   | 5   | 6  | 7  | 8 | 9 | 10 и више | Просек |
| ----------------- | --- | --- | --- | --- | --- | -- | -- | - | - | --------- | ------ |
| Број домаћинстава | 311 | 371 | 252 | 356 | 132 | 75 | 21 | 5 | 2 | 3         | 3,00   |

| Пол    | Укупно | Неожењен/Неудата | Ожењен/Удата | Удовац/Удовица | Разведен/Разведена | Непознато |
| ------ | ------ | ---------------- | ------------ | -------------- | ------------------ | --------- |
| Мушки  | 1.856  | 591              | 1.101        | 89             | 74                 | 1         |
| Женски | 1.918  | 402              | 1.091        | 316            | 102                | 7         |
| УКУПНО | 3.774  | 993              | 2.192        | 405            | 176                | 8         |

| Пол    | Укупно                    | Пољопривреда, лов и шумарство | Рибарство                            | Вађење руде и камена | Прерађивачка индустрија       |
| ------ | ------------------------- | ----------------------------- | ------------------------------------ | -------------------- | ----------------------------- |
| Мушки  | 1.024                     | 57                            | 0                                    | 410                  | 166                           |
| Женски | 506                       | 52                            | 0                                    | 91                   | 94                            |
| УКУПНО | 1.530                     | 109                           | 0                                    | 501                  | 260                           |
| Пол    | Производња и снабдевање   | Грађевинарство                | Трговина                             | Хотели и ресторани   | Саобраћај, складиштење и везе |
| Мушки  | 169                       | 79                            | 30                                   | 16                   | 42                            |
| Женски | 34                        | 8                             | 58                                   | 41                   | 11                            |
| УКУПНО | 203                       | 87                            | 88                                   | 57                   | 53                            |
| Пол    | Финансијско посредовање   | Некретнине                    | Државна управа и одбрана             | Образовање           | Здравствени и социјални рад   |
| Мушки  | 1                         | 7                             | 9                                    | 10                   | 2                             |
| Женски | 3                         | 10                            | 17                                   | 33                   | 36                            |
| УКУПНО | 4                         | 17                            | 26                                   | 43                   | 38                            |
| Пол    | Остале услужне активности | Приватна домаћинства          | Екстериторијалне организације и тела | Непознато            | Непознато                     |
| Мушки  | 11                        | 0                             | 0                                    | 15                   | 15                            |
| Женски | 12                        | 2                             | 0                                    | 4                    | 4                             |
| УКУПНО | 23                        | 2                             | 0                                    | 19                   | 19                            |